# David Ryall
David John Ryall (* 5. Januar 1935 in Shoreham-by-Sea, West Sussex; † 25. Dezember 2014) war ein britischer Theater- und Filmschauspieler, der seit den 1970er Jahren bis zu seinem Tod überwiegend für das britische Theater und Fernsehen tätig war.

## Leben und Karriere
David John Ryall schloss 1962 eine Ausbildung an der Royal Academy of Dramatic Art ab, während der er den Caryl Brahams Award für seine Rolle in einem Musical gewann. Es folgten Theater-Engagements in Salisbury, Bristol, Leicester und Birmingham. 1965 bis 1973 war er Teil des Ensembles des Old Vic Theatre in London.
1994 war Ryall in Peter Halls Inszenierung von Was ihr wollt zu sehen, eine Rolle, die ihm hohes Kritikerlob einbrachte. 1996 bis 1997 war er Mitglied der Royal Shakespeare Company. Seine Rolle als Polonius in dem Stück Hamlet, mit dem er auch in den Vereinigten Staaten auftrat, brachte ihm eine Nominierung für den Helen Hayes Award ein. 1999 arbeitete er erneut mit Peter Hall zusammen, diesmal am West-End-Theater in dem Stück Lenny. 2005 spielte er Winston Churchill in der französischen Filmbiografie Charles de Gaulle – Ich bin Frankreich! (Le Grand Charles) über das Leben von Charles de Gaulle. 2007 bis 2011 spielte er die Rolle des an Demenz erkrankten Frank in der BBC-Sitcom Outnumbered. Ein Jahr später übernahm er die Rolle des Mr. Paget in der BBC-Mystery-Serie Crooked House. Zudem stand er 1992 in einer Hauptrolle, in der BBC-Miniserie Witchcraft vor der Kamera. Insgesamt war er in mehr als 130 Film- und Fernsehproduktionen zu sehen. 2010 spielte er den Zauberer Elphias Doge in Harry Potter und die Heiligtümer des Todes – Teil 1.
Ryall wurde Vater eines Sohnes (* 1966) und zweier Töchter (* 1967 und 1986). Er starb im Dezember 2014, wenige Tage vor seinem 80. Geburtstag. Sein letzter Fernsehauftritt, eine Gastrolle in der Serie Call the Midwife, wurde 2015 posthum ausgestrahlt.

## Filmografie (Auswahl)
- 1969: Tanz der Toten (Dance of the Death)
- 1977: Black Joy
- 1980: Der Elefantenmensch (The Elephant Man)
- 1988: Jack the Ripper – Das Ungeheuer von London (Jack the Ripper) (Fernsehfilm)
- 1989: Die Frau in Schwarz (The Woman in Black)
- 1989: Puppenmord (Wilt)
- 1989–2007: The Bill (Fernsehserie, 3 Folgen)
- 1990: Truly, Madly, Deeply
- 1990: Das Rußland-Haus (The Russia House)
- 1990: Inspektor Morse, Mordkommission Oxford (Inspector Morse, Fernsehserie, 1 Folge)
- 1991: Shuttlecock
- 1991–1998: Casualty (Fernsehserie, 6 Folgen)
- 1992: Revolver
- 1993: Justiz
- 1994: Black Beauty
- 1994: Giorgino
- 1995: Carrington
- 1995: Restoration – Zeit der Sinnlichkeit (Restoration)
- 2002: Two Men Went to War
- 2002: Unconditional Love
- 2002–2010: Doctors (Fernsehserie, 3 Folgen)
- 2003: Blackball
- 2003: Mord auf Seite eins (State of Play, Fernsehmehrteiler, 1 Folge)
- 2004: In 80 Tagen um die Welt (Around the World in 80 Days)
- 2005: The League of Gentlemen’s Apocalypse
- 2006: Charles de Gaulle – Ich bin Frankreich! (Le grand Charles, Miniserie)
- 2007, 2013: Doc Martin (Fernsehserie, 2 Folgen)
- 2008: City of Ember – Flucht aus der Dunkelheit (City of Ember)
- 2008: Lewis – Der Oxford Krimi (Lewis, Fernsehserie, 1 Folge)
- 2009: Inspector Barnaby (Midsomer Murders, Fernsehserie, 1 Folge)
- 2010: Harry Potter und die Heiligtümer des Todes – Teil 1 (Harry Potter and the Deathly Hallows – Part 1)
- 2010: New Tricks – Die Krimispezialisten (New Tricks, Fernsehserie, 1 Folge)
- 2011: In guten Händen (Hysteria)
- 2012: Quartett (Quartet)
- 2014: Mr. Turner – Meister des Lichts (Mr. Turner)
- 2014: Autómata
- 2015: Call the Midwife (Fernsehserie, 1 Folge)